# Jenny Asch

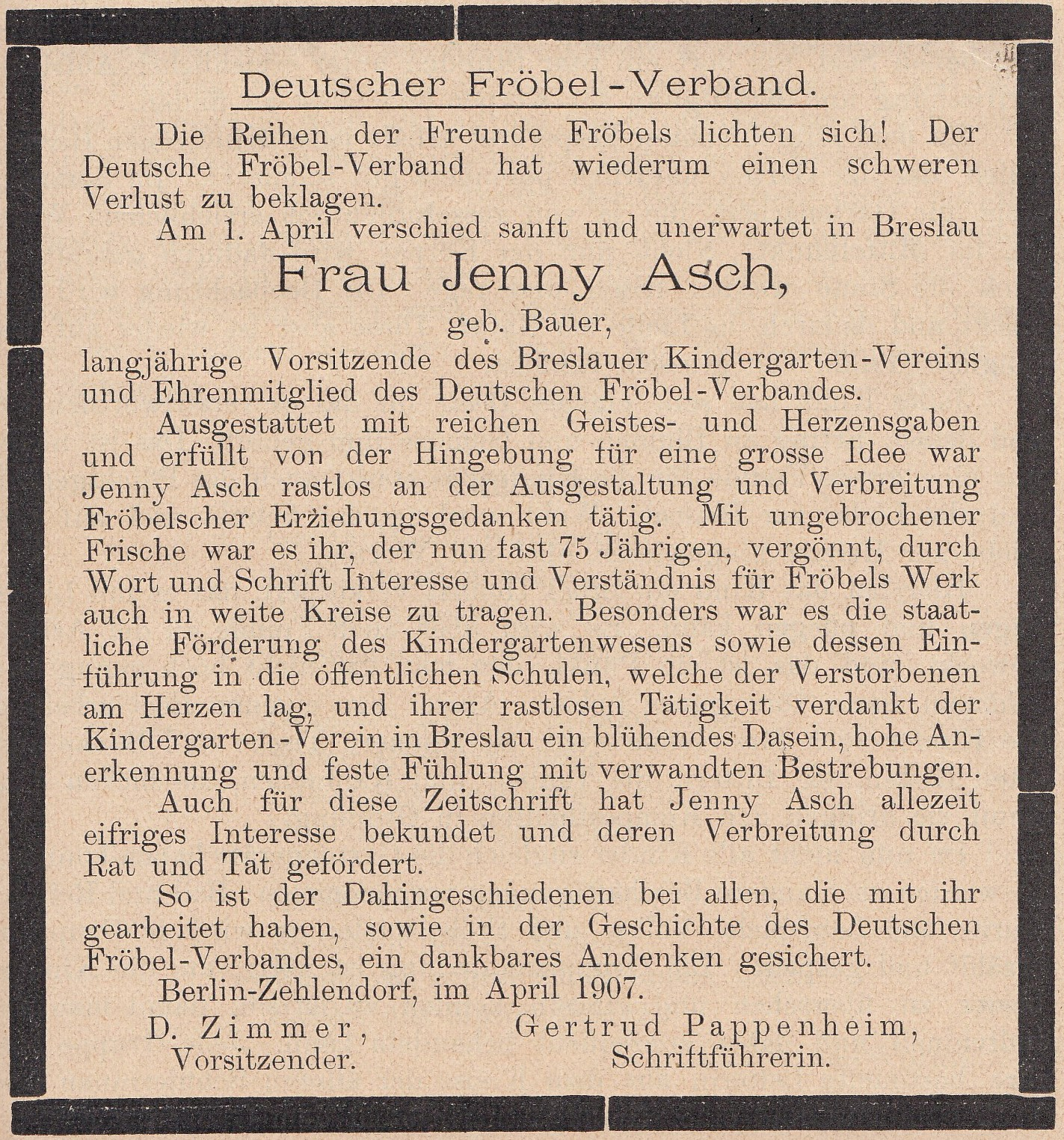
Todesanzeige, archiviert im Ida-Seele-Archiv

Jenny Asch (* 18. Juli 1832 in Breslau; † 1. April 1907 ebenda) war eine deutsche Malerin, Philanthropin und Fröbelpädagogin.

## Leben und Wirken
Ihre Eltern waren der Möbel- und Antiquitätenhändler, Parkettfabrik- und Ziegeleibesitzer Albert Bauer und seine Ehefrau Fanny Bauer, geb. Adler. Jenny hatte noch fünf Geschwister. Ihr Bruder Wilhelm und ihre Schwester Clara starben in jungen Jahren. Eine ihrer älteren Schwestern war Lina Morgenstern.
In der Familie Bauer wurden die Künste gepflegt:

„Alle Töchter erhielten Hausunterricht in Musik, Jenny träumte bereits von einer Karriere als Sängerin. Doch leider merkte sie eines Tages, daß sie ihren Sopran nicht höher schrauben konnte, ihre Stimmbänder streikten.“

Am 28. Februar 1855 heiratete Jenny Bauer in der Synagoge von Breslau den Humanmediziner und späteren Stadtverordneten Sigismund Asch (1825–1901). Im Januar 1856 traf das junge Ehepaar ein schwerer Schicksalsschlag, eine Totgeburt. Aus der als glücklich geltenden Ehe gingen noch drei Kinder hervor, von denen eines, Betty mit vierzehn Jahren zum Protestantismus übertrat. Im Jahre 1861 gründete Jenny Asch mit drei weiteren Frauen den „Breslauer Kindergarten-Verein“, den sie 40 Jahre leitete. In dieser Funktion setzte sie sich, wenn auch vergebens, für die Eingliederung des Kindergartens in das öffentliche Schulwesen ein. 1897 publizierte die Verfechterin der Fröbelpädagogik einen deutschsprachigen Bericht über das von Julie Salis-Schwabe in Neapel gegründete Instituto Froebeliano. Sie beschrieb darin die Verbindung, die sie auf deutschen Boden vermisste, von zwei Kindergärten (ein unentgeltlicher Volks-Kindergarten, der andere ein „Honorar-Kindergarten“), Elementarschule, Gymnasialklassen (die auch von Mädchen besucht werden können), Höhere Mädchenschule und Fröbelschen-Kindergärtnerinnenseminar.
Ferner engagierte sich Jenny Asch als eine der Vizepräsidentinnen der Ligue des femmes pour le désarmement international in Deutschland … für die Friedensbewegung. Zusammen mit ihrer Schwester Anna Honigmann, die im Vorstand der Industrieschule für israelitische Mädchen in Breslau wirkte, war sie zugleich Beisitzerin im Pfennigverein. Als Förderin des Fröbelschen Kindergartens wurde sie zum Ehrenmitglied des Deutschen Fröbel-Verbandes ernannt.
Neben ihrem sozialen Engagement war Jenny Asch eine aktive Malerin und Zeichnerin.

## Werke (Auswahl)
- Antrag, betreffend die Einordnung des Kindergartens in die Schule. In: Die Lehrerin in Schule und Haus, 1897/98, S. 426–429, digitalisiert unter deutsche-digitale-bibliothek.de
- Eine Fröbelsche Erziehungsanstalt in Neapel (Instituto Froebliano Vittorio Emanuelle II). Breslau 1897
- Reisenotizen über Fröbelsche Anstalten in Holland und Frankreich. In: Kindergarten, 1901, S. 73–79
- Gedenkworte am 50. Todestag Fr. Fröbels. In: Allgemeiner Kindergartenverein, 1902, S. 14–16
- Kindergärtnerin und Lehrerin. In: Kindergarten, 1903, S. 5–7
- Wie kann man noch mehr, als bis jetzt geschieht, eine entwickelnde Erziehung im ersten Schuljahr durchführen? In: Kindergarten, 104, S. 66–72
- Haushaltungsschulen und Fröbel. In: Kindergarten, 1906, S. 81–86
- Noch ein Wort über Henriette Goldschmidts Neubearbeitung der Mutter- und Koselieder. In: Kindergarten, 1905, S. 229–230